# Conus oishii
El Conus oishii es una especie de caracol de mar, un molusco gasterópodo marino en la familia Conidae, los caracoles cono y sus aliados.
Al igual que todas las especies dentro del género Conus, estos caracoles son depredadores y venenosos. Son capaces de «picar» a los seres humanos y seres vivos, por lo que debe ser manipulado con cuidado o no hacerlo en absoluto.